# Formula dell'amore
Formula dell'amore (Формула любви, Formula ljubvi)è un film del 1984 diretto da Mark Zacharov.
Si tratta di una favola basata su una leggenda dell'avventure di Giuseppe Balsamo (Cagliostro) nella Russia del 1780 (forse contaminazione con il Conte di San Germano).